# Ла-Уніон (Чилі)
Ла-Уніон (ісп. La Unión) — місто в Чилі. Адміністративний центр однойменної комуни і провінції Ранко. Населення — 25 615 осіб (2002). Місто і комуна входить до складу провінції Ранко і регіону Лос-Ріос.
Територія комуни — 2.136,70 км². Чисельність населення — 39 541 мешканець (2007). Щільність населення — 18,51 чол./км².

## Розташування
Місто розташоване за 54 км на південь від адміністративного центру регіону міста Вальдивія.
Комуна межує:
- на півночі — з комунами Корраль, Паїльяко
- на північному сході — з комуною Футроно
- на південному сході — з комуною Лаго-Ранко
- на заході — з комунами Сан-Пабло, Сан-Хуан-де-ла-Коста, Ріо-Буено

На заході комуни розташований Тихий океан.

## Демографія
Згідно з даними, зібраними під час перепису Національним інститутом статистики, населення комуни становить 39 541 особа, з яких 20.344 чоловіки та 19.197 жінок.
Населення комуни становить 10,58 % від загальної чисельності населення регіону Лос-Ріос. 37,7 % належить до сільського населення та 62,3 % — міське населення.